# Schwarzwaldtårta

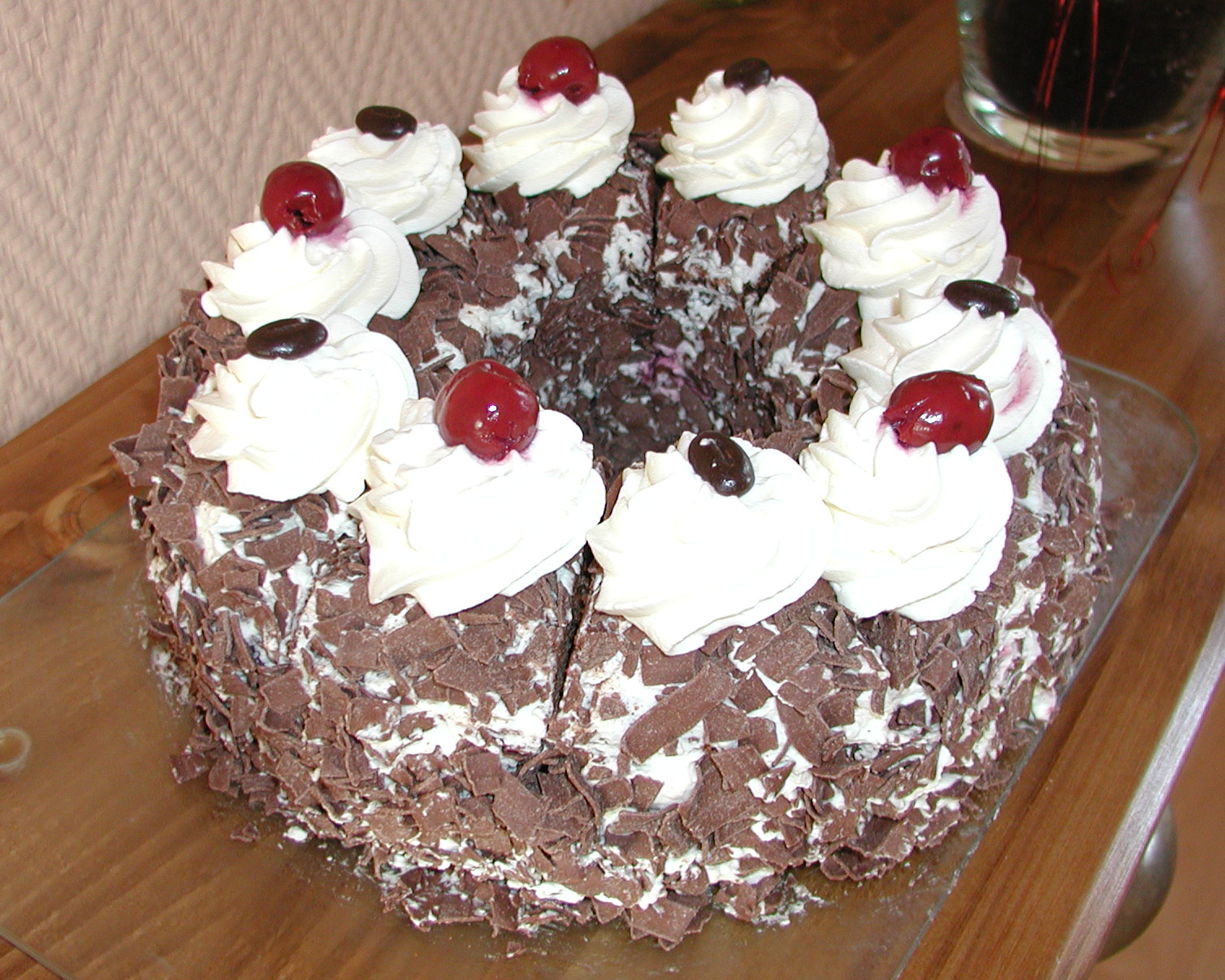
Schwarzwälder Kirschtorte

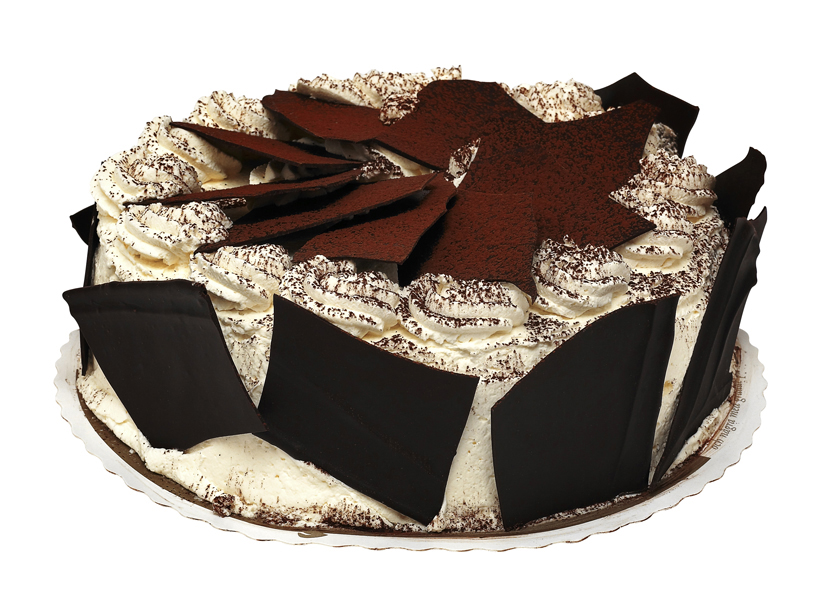
En svensk schwarzwaldtårta.

Schwarzwaldtårta är en tårtsort uppkallad efter bergsområdet Schwarzwald (eller mer konkret det körsbärsbrännvin – Schwarzwälder Kirschwasser – som man stänker på tårtbottnen).
En svensk variant av schwarzwaldtårta består av tårtbottnar av nötter och maräng varvade med vispad grädde och garneras ofta med choklad. I Tyskland och övriga världen består däremot en Schwarzwälder Kirschtorte (schwarzwaldkörsbärstårta) av fluffig chokladkaka med mellanlager av körsbär/körsbärsmarmelad, garnerad med körsbär och grädde.
Ordet "schwarzwaldtårta" finns belagt i svenska språket sedan 1938.